# Waldkirchen
Pour les articles homonymes, voir Waldkirchen (homonymie).
Waldkirchen est une ville de Bavière (Allemagne), située dans l'arrondissement de Freyung-Grafenau, dans le district de Basse-Bavière.
Le Stopselclub Waldkirchen est situé dans cette ville.

## Jumelage
- Prachatice (Tchéquie)